# Église protestante Berlin-Brandebourg-Haute Lusace silésienne
L’Église protestante Berlin - Brandebourg - Haute Lusace silésienne (allemand : Evangelische Kirche Berlin-Brandenburg-schlesische Oberlausitz, EKBO) est une Église protestante dont le territoire canonique couvre les lander de Brandebourg, de Berlin et la Haute-Lusace silésienne en Saxe. Son siège se trouve à l’église Sainte-Marie de Berlin. 
L’EKBO est reconnue comme établissement public du culte. L’Église est membre de l’Église protestante en Allemagne (EKD). Son primat est l’évêque Markus Dröge, qui remplace Wolfgang Huber depuis 2009. 

## Histoire
L’Église protestante Berlin - Brandebourg - Haute Lusace est une Église unie, fondée en 2004 par la fusion de l’Église protestante en Berlin - Brandebourg (Evangelische Kirche in Berlin-Brandenburg, EKiBB) et de l’Église protestante de Haute-Lusace silésienne (Evangelische Kirche der schlesischen Oberlausitz, EKsOL), accueillant des communautés de tradition luthériennes, réformées, et protestantes unies. En décembre 2019, elle comptait 804 487 membres et 950 paroisses, ce qui en faisait la première Église protestante de la région.
L’église Sainte-Marie à Berlin est celle de l’évêque président de l’Église protestante Berlin - Brandebourg - Haute Lusace, et la cathédrale de Berlin est gérée en condominium avec l’Union des Églises protestantes, une association réunissant les 13 Églises unies ou réformées d’Allemagne également affiliées à l’EKD.
L’Eglise gère plusieurs institutions, dont la Fondation hospitalière Louise-Henriette, qui occupe les locaux historiques de l’Abbaye de Lehnin.